# Conus minnamurra
Conus minnamurra é uma espécie de gastrópode do gênero Conus, pertencente à família Conidae.